# Art de la guerre

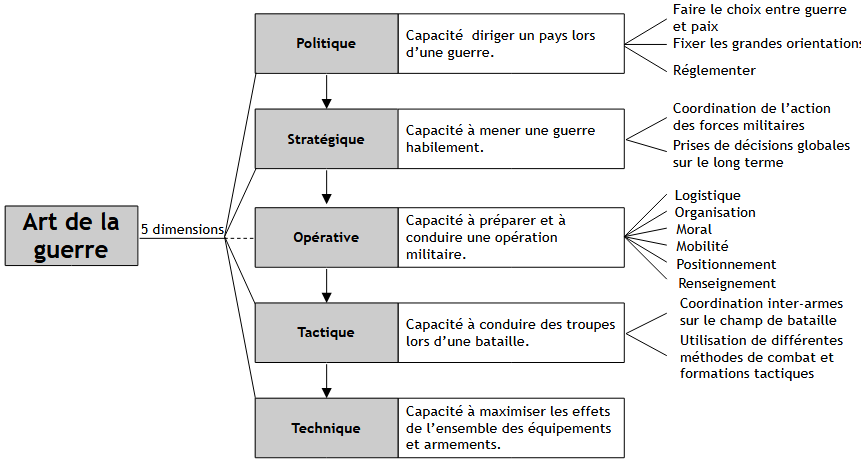
L'art de la guerre s'exerce sur cinq dimensions : politique, stratégique, opérative, tactique et technique.

Cet article concerne L'art de livrer bataille. Pour autre signification, voir L'Art de la guerre (homonymie).
L'art de la guerre désigne la manière de mener les guerres, les campagnes et les batailles, érigée de tous temps au statut d'« art ».

## Traités
L'art de la guerre a fait l'objet de traités divers  portant ce nom ou un synonyme parmi lesquels :
- L'Epitoma rei militaris de Végèce, fin du IVe et du début du Ve;
- L'Art de la guerre, un traité de stratégie militaire écrit par Sun Zi au Ve siècle av. J.-C. ;
- L'Art de la guerre, un traité de stratégie militaire écrit par Sun Bin au IVe siècle av. J.-C., longtemps considéré comme perdu ;
- la Cyropédie de Xénophon, strategos athénien, Ve;
- le Taktika de Léon VI;
- L'Art de la guerre, un traité de politique écrit par Nicolas Machiavel au XVIe siècle ;
- L'Art de la guerre du Maréchal de Puységur, guerre de Louis XIV. Apôtre de la logistique;
- Mes Rêveries du Maréchal Maurice de Saxe;
- Traité de grande tactique du comte de Guibert;
- Précis de L'Art de la guerre du baron Antoine-Henri Jomin, général suisse des guerres napoléoniennes;
- De la guerre de Carl von Clausewitz.

## Œuvre poétique
- L'Art de la guerre, poème de Frédéric II de Prusse
- L'Art de la guerre, poème en dix chants de Pierre Dupont de l'Étang en 1838 ;

## Parallèle entre l'art de la guerre et l'art des affaires
C'est Clausewitz qui, dans son De la guerre, a fait le premier un parallèle entre la guerre et le commerce. « Le sang est à la guerre ce que l'argent est au commerce. »